# Seo Jun-young
Seo Jun-young (nascido Kim Sang-gu em 24 de abril de 1987) é um ator sul-coreano. Ele é mais conhecido por seus papéis no premiado filme independente Bleak Night, no drama histórico Deep Rooted Tree, e Eighteen (também conhecido como Whirlwind).

## Filmografia

### Filmes
| Ano  | Título                | Papel           | Notas            |
| ---- | --------------------- | --------------- | ---------------- |
| 2005 | The Peter Pan Formula | Yong-ki         |                  |
| 2006 | Bewitching Attraction | Suk-gyu (jovem) |                  |
| 2010 | Eighteen              | Kim Tae-hoon    |                  |
| 2011 | Bleak Night           | Dong-yoon       |                  |
| 2012 | My Back Page          | Umeyama         | Dublagem coreana |
| 2014 | Roving Edge           |                 |                  |

### Séries
| Ano  | Título                         | Papel                    | Notas                  |
| ---- | ------------------------------ | ------------------------ | ---------------------- |
| 2005 | Biscuit Teacher and Star Candy | Park Jae-in              |                        |
| 2005 | Marrying a Millionaire         | Kim Tae-hoon             |                        |
| 2006 | Sharp 3                        | Park Yi-joon             |                        |
| 2007 | Like Land and Sky              | Song Ji-min              |                        |
| 2007 | The Devil                      | Kang Oh-soo (jovem)      |                        |
| 2007 | War of Money                   | Kim Byul                 |                        |
| 2007 | Kimcheed Radish Cubes          | Jung Dong-min            |                        |
| 2007 | Yeon Gaesomun                  | Yeon Heonseong           |                        |
| 2008 | King Sejong the Great          | Grand Prince Suyang      |                        |
| 2008 | My Pitiful Sister              | Lee Deok-san (jovem)     |                        |
| 2009 | A Goose's Dream                | Min Seung-gi             |                        |
| 2009 | Again, My Love                 | Lee Jung-hoon (jovem)    |                        |
| 2009 | He Who Can't Marry             | Tae-yeol                 | Ex-namorado de Yoo-jin |
| 2009 | Soul                           | Shin Ryu (jovem)         |                        |
| 2010 | The Scary One, The Ghost and I | Kim Yong-soo (jovem)     |                        |
| 2010 | Grudge: The Revolt of Gumiho   | Chun-woo                 |                        |
| 2010 | Smile, Mom                     | Lee Kang-so              |                        |
| 2011 | Deep Rooted Tree               | Grand Prince Gwangpyeong |                        |
| 2011 | My One and Only                | Ki Woon-chan             |                        |
| 2012 | To the Beautiful You           | Ha Seung-ri              |                        |
| 2013 | Sirius                         | Eun-chang / Shin-woo     |                        |
| 2013 | Unemployed Romance             | Song Wan-ha              |                        |

### Aparições em vídeos musicais
| Ano  | Canção                      | Artista    |
| ---- | --------------------------- | ---------- |
| 2004 | "Let's Break Up"            | Yoon Gun,  |
| 2005 | "As We Live"                | SG Wannabe |
| 2005 | "Sin and Punishment"        | SG Wannabe |
| 2007 | "Be Burnt Completely Black" | M To M     |
| 2008 | "Lalala"                    | SG Wannabe |
| 2010 | "Good"                      | Daybreak   |

## Prêmios
| Ano  | Prêmio                                       | Categoria              | Trabalho nomeado |
| ---- | -------------------------------------------- | ---------------------- | ---------------- |
| 2009 | 35th Seoul Independent Film Festival         | Independent Star Award | Eighteen         |
| 2011 | 19th Korean Culture and Entertainment Awards | Melhor Novo Ator       | Eighteen         |